# Wilhelm Gustav Dießl
Wilhelm Gustav Dießl  (auch Schreibweise: Diessl; * 27. November 1931 in Krummau, Tschechoslowakei; † 10. Oktober 2007 in Linz) war ein österreichischer Ingenieur und international anerkannter Hobbyarchäologe. In der Lateinamerikaforschung galt er als Experte für Frühkulturen in bestimmten Andenregionen in Peru.  

## Leben und Wirken
Dießl erhielt eine Ausbildung bei der HTL Maschinenbau in Linz und machte 1951 die Matura. Danach war unter anderem als Konstrukteur in Linz tätig sowie als Betriebsleiter einer Stahlbaufirma in Caracas (Venezuela) im Auftrage der VOEST-Alpine Industrieanlagenbau aus Linz. Seine berufliche Tätigkeit führte ihn in mehr als 20 Länder, wobei er in lateinamerikanischen Ländern neun Großprojekte durchführte.
Neben seinem Hauptberuf und nach Eintritt in den Ruhestand studierte Dießl Ethnologie und Archäologie und arbeitete praktisch in diesen Disziplinen. Dießl galt in der Lateinamerikaforschung als anerkannter Experte für Altamerikanistik, Archäologie und Ethnomathematik des Landes Peru. Er war Mitglied in mehreren wissenschaftlichen Vereinigungen, wie der Arbeitsgemeinschaft Österreichische Lateinamerikaforschung, der MERASA (Mesa redonda de Arqueología en la Sierra de Ancash, Peru) und der LAKAR (Berlin).
Dießl veröffentlichte mehrere Publikationen über seine lateinamerikanischen Forschungen, teilweise auch in spanischer Sprache; so unter anderem viele Fachaufsätze in verschiedenen Fachzeitschriften in Caracas, Buenos Aires (Argentinien), Trujillo und Wien (Österreich), eine Monographie über die Region Chavín in Peru (1988) und eine Studie über die dortigen Regionen Huantar, San Marcos und Chavín (2005). Er hielt Vorträge zu archäologischen Themen bei Kongressen in Kopenhagen (Dänemark), Uppsala (Schweden), Bonn, Chimbote (Peru), Salzburg (Österreich), Perugia (Italien) und Cambridge (England), sowie auch auf Einladung von Museen und anderen Institutionen.

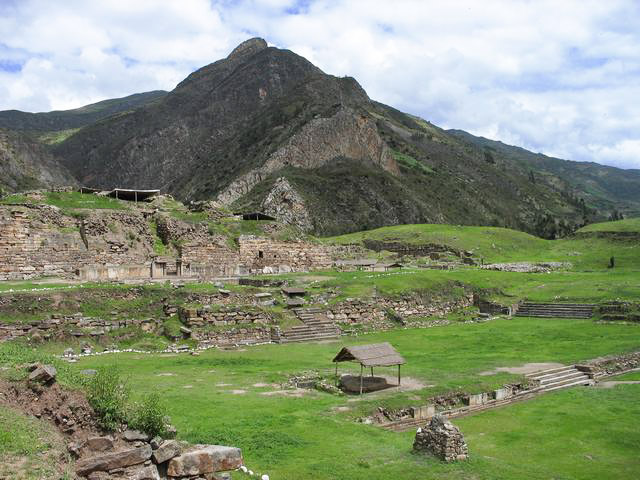
Die archäologische Fundstätte Chavín de Huántar in der peruanischen Andenregion Chavín.

Während seiner beruflichen Auslandseinsätze und seines Ruhestands betrieb er hauptsächlich Studien der Frühkulturen in der Sierra de Ancash, einer Andenregion in Peru. Dabei erforschte er die Geographie und die archäologischen Fundstätten der drei Bezirke Huantar, San Marcos und insbesondere Chavín, mit der dortigen Anlage Chavín de Huántar. Diese Fundstätte gilt als das älteste Steinbauwerk Perus und wurde 1985 von der UNESCO zum Weltkulturerbe ernannt. Über diese Forschungen veröffentlichte er 2005 in spanischer Sprache die Studie Huantar San Marcos, illustriert mit 75 Fotos und mehr als 600 Plänen, Landkarten und Zeichnungen des Autors.
Im Rahmen seiner ethnomathematischen Forschungen beschäftigte Dießl sich unter anderem mit dem Knotenschrift-System Kipu der Inkas sowie dem Abakus-ähnlichen Rechengerät Yupana der Inkas, das von Ecuador bis Bolivien verbreitet war und noch um 1970 in Bolivien verwendet wurde. Er arbeitete an der Erstellung eines Korpus und einer Typologie der Yupanas.
Dießl war verheiratet, hatte zwei Kinder und lebte in Linz, wo er auch starb.

## Publikationen (Auswahl)
- Chavin, Technologie, Architektur und Kunst in einer frühen Hochkultur in Peru. Museum der Begegnung, Krenglbach-Schmiding (Österreich) 1988 (= Schriftenreihe des „Museums der Begegnung“; Bd. 1). (Monographie)
- Kipu und Kipucamayoc. Geschichte und Evolution. Bericht über das Internationale Seminar vom 19. bis 22. Oktober 1988 in Huampani bei Lima (Peru), Veranstalter: CONCYTEC (Consejo Nacional de Ciencia y Tecnologia, Peru) u. MIPRE (Ministerio de Presidencia, Peru), herausgegeben vom Consejo Nacional de Ciencia y Tecnologia, Lima 1988.
- Pyramiden und Städte in den Anden. Seit fünf Jahrtausenden! In: 500 Jahre Mestizaje in Sprache, Literatur und Kultur, herausgegeben von Sonja M. Steckbauer u. Kristin A. Müller, Bibliotheca Hispano-Lusa, Salzburg 1993, ISSN 1019-1119.
- Huantar San Marcos. Sitios Arqueologicos en la Sierra de Ancash. 1. Aufl., Instituto Cultural RVNA, Lima (Peru) 2005, ISBN 9972-9694-2-8. (spanisch)